# German Belt

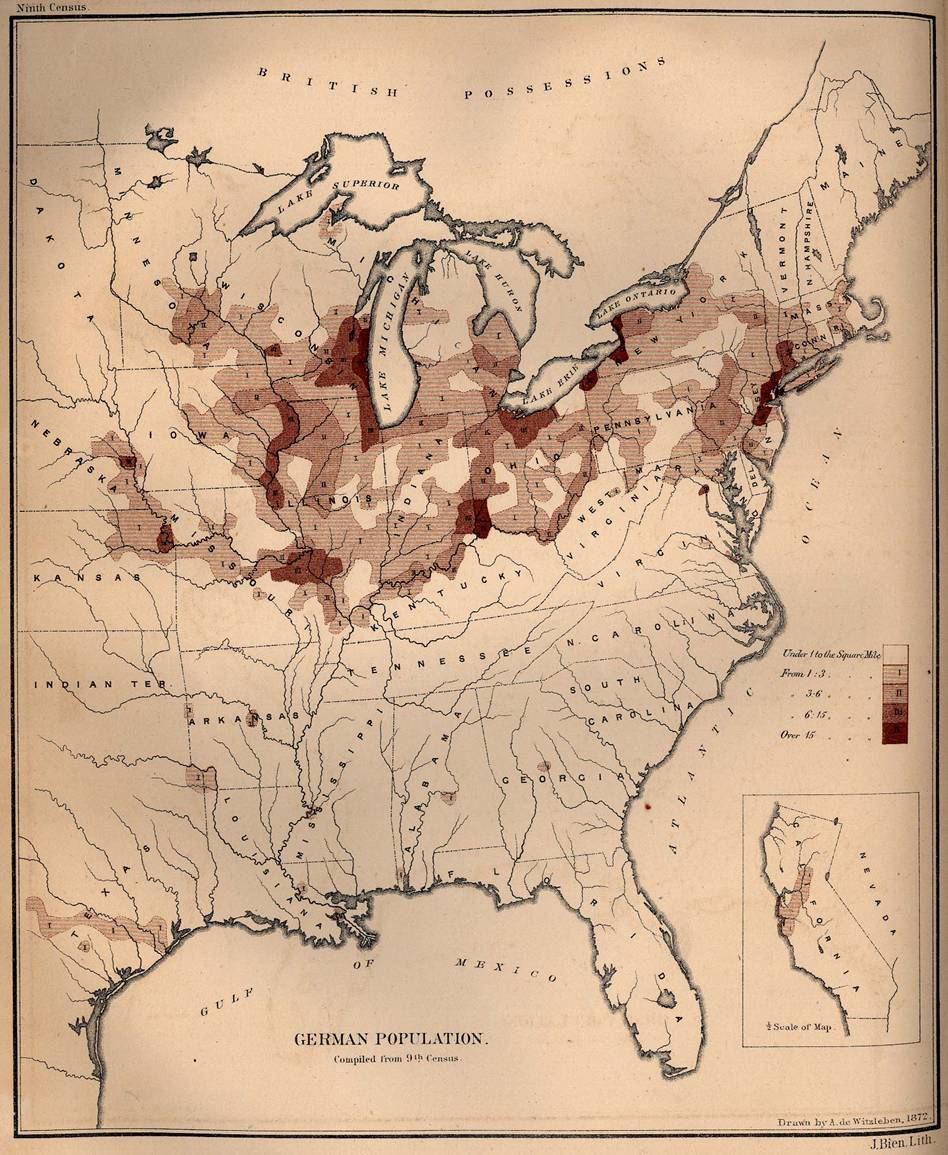
Deutsche Bevölkerungsdichte in den Vereinigten Staaten, 1872

Der sogenannte German Belt („Deutscher Gürtel“) bezeichnet in den USA Landstriche, die im 19. Jahrhundert verstärkt von deutschen Auswanderern besiedelt wurden. Meist werden unter dem Begriff einige Bundesstaaten des amerikanischen Mittelwestens zusammengefasst, insbesondere Wisconsin mit Ausläufern in Michigan, Ohio, Indiana, Illinois, Minnesota, Iowa, North Dakota, South Dakota, Nebraska und Missouri.